# 미즈구치 마유
미즈구치 마유(일본어: 水口 茉優, 1999년 2월 11일 ~ )는 일본의 여자 축구 선수이다.

## 구단 경력
2021년 나데시코 리그의 야마토 실피드에 입단하였다. 2025년 시즈오카 SSU 보니타로 이적했다.

## 국가대표팀 경력
그녀는 2016년 FIFA U-17 여자 월드컵에 참가할 일본 U-17 국가대표팀에 발탁되었으며, 1경기에 출전, 준우승.